# Sally Jewell
Pour les articles homonymes, voir Jewell.
Sarah Margaret Jewell dite Sally Jewell, née Sarah Margaret Roffey le 21 février 1956 à Londres, est une femme d'affaires et politique américaine. Après des études d’ingénieur, elle devient PDG de la société Recreational Equipment, Inc.. Membre du Parti démocrate, elle est secrétaire à l'Intérieur de 2013 à 2017 dans l'administration du président Barack Obama.

## Biographie
Elle est née au Royaume-Uni et sa famille a déménagé aux États-Unis alors qu'elle avait quatre ans. Elle a grandi à Puget Sound dans l'État de Washington.
Elle étudie la mécanique à l'université de Washington dont elle sort diplômée en 1978 puis commence sa carrière chez Mobil dans l'Oklahoma et le Colorado. Elle rejoint la compagnie Recreational Equipment, Inc. en 2000 et en devient PDG en 2005,.
Elle a été proposée au poste de secrétaire à l'Intérieur des États-Unis par Barack Obama le 6 février 2013 et entre en fonction le 12 avril suivant. Elle est la deuxième femme nommée à cette fonction après Gale Norton dans la première administration de George W. Bush.

## Distinction
- 2009 : Audubon Society's Rachel Carson Award[1],[4]